# 9M120 Ataka
9M120 Ataka (ros. 9М120 Атака, w kodzie NATO AT-9 Spiral-2) – radziecki przeciwpancerny kierowany pocisk rakietowy, znajdujący się na wyposażeniu Sił Zbrojnych Federacji Rosyjskiej.

## Historia
Pocisk został skonstruowany pod koniec lat 80. XX w. w Biurze Konstrukcyjnym Przemysłu Maszynowego (KBM) z Kołomny. Został opracowany na podstawie pocisku 9M114 Szturm, w którym wprowadzono zmodernizowany silnik i zastosowano nową głowicę. Pocisk jest dostosowany do wystrzeliwania ze standardowych wyrzutni stosowanych dla systemu 9K114. Zestaw jest oparty na radiowym układzie przekazywania sygnałów Raduga-M, ma budowę modułową ułatwiającą jego rozwój i modyfikację. Został przewidziany na uzbrojenie śmigłowców Mi-28, zmodernizowanych Mi-24, Ka-29, Mi-8 oraz do użycia z naziemnych wyrzutni. Wersja podstawowa pocisku ma zasięg 6 km oraz przebijalność pancerza wynoszącą 600 mm.
Wersja rozwojowa, oznaczona jako 9M120M, została wyposażona w głowicę kumulacyjną o przebijalności 950 mm i zasięgu 7 km. Wzrosła minimalna odległość rażenia celów (do 800 m), a także masa i długość pocisku o 30%. Przeprowadzone testy z użyciem śmigłowca Mi-28 wykazały, że nowa wersja pocisku przewyższa pocisk 9M114M Szturm-M od 1,7 do 2,2 raza. Pocisk przeznaczony jest do niszczenia czołgów i pojazdów opancerzonych, schronów żelbetowych i umocnień polowych, systemów przeciwlotniczych krótkiego zasięgu, siły żywej w schronach i na terenie otwartym oraz do zwalczania nisko i wolno latających celów powietrznych. Zmodernizowany system dostosowany do wykorzystania z pokładu śmigłowców otrzymał oznaczenia Ataka-W.
Oprócz śmigłowców, pociski 9M120 Ataka zostały wprowadzone na uzbrojenie radzieckiego samobieżnego rakietowego niszczyciela czołgów 9P149 Szturm-SM zbudowanego na podwoziu transportera MT-LB. Pojazd dysponuje zapasem 12 pocisków Ataka. Dwie wyrzutnie pocisków Ataka stanowią również wyposażenie modernizowanych bojowych wozów piechoty BMP-2 (jednostka ognia wynosi sześć pocisków).
W Rosji kontynuowano prace nad wykorzystaniem pocisków 9M120 jako wyposażenia ciężkiego bojowego wozu piechoty, zostały zastosowane jako uzbrojenie pojazdu Kindżał. Cztery pociski Ataka przenosi rosyjski bezzałogowy pojazd bojowy typu UCGV Uran-9, mogą też być montowane na kutrach patrolowych projektu 14310 Miraż (ros. 14310 «Мираж») i projektu 10410 Swietlak (ros. 10410 «Светляк»). Z wykorzystaniem pocisków 9M120 stworzono system uzbrojenia kierowanego Ataka-T, który zastosowano w pojeździe BMPT Terminator.

## Opis techniczny
Pocisk rakietowy jest zbudowany w układzie aerodynamicznym kaczki i jest naprowadzany półautomatycznie komendami radiowymi. Do naprowadzania służy system Raduga-3 (ros. Радуга-3). Po osiągnięciu odpowiedniej odległości do celu, zmierzonej dalmierzem laserowym, można odpalić pocisk. Zadaniem operatora jest utrzymać znak celowniczy na celu na monitorze i ewentualnie dokonywać korekt manipulatorami, przy tym śmigłowiec może w ograniczonym zakresie prowadzić manewry do chwili trafienia. Do zawieszania pocisków na śmigłowcach stosuje się belki podwieszeń APU8 lub DB-3U.

## Wersje
Pociski zostały opracowane w wersjach:
- 9M120 – przeciwpancerny pocisk kierowany z głowicą tandemową HEAT (przebijalność do 600 mm pancerza),
- 9M120M – przeciwpancerny pocisk kierowany ze zmodyfikowaną głowicą tandemową HEAT (przebijalność do 950 mm pancerza),
- 9M120F – pocisk z głowicą odłamkowo-burzącą przeznaczony do zwalczania nieopancerzonych celów oraz umocnień,
- 9M220O – pocisk z głowicą odłamkową do zwalczania celów powietrznych,
- 9M120-1 z głowicą tandemowo-kumulacyjną oraz 9M120-1F i 9M120-1F-1 z głowicą termobaryczną – zmodernizowane pociski wprowadzone w 2014 r. na wyposażenie m.in. samobieżnych systemów pocisków przeciwpancernych 9K132 Szturm-SM,
- 9M120D – przeciwpancerny pocisk kierowany z głowicą tandemową o zasięgu 10 000 m i o przebijalności do 1000 mm[11].

## Użytkownicy zagraniczni
Pocisk 9M120 Ataka jest oferowany klientom zagranicznym. W 1999 r. zamówienie na 500 sztuk złożył Iran, w 2009 r. zamówienie wpłynęło od Słowenii, w latach 2011–2013 dostarczono pociski Ataka do Kazachstanu. Zamówienie od Algierii wpłynęło w 2013 r., a od Egiptu w 2015 r. W 2019 r. podpisano rosyjsko-białoruskie i rosyjsko-serbskie porozumienie na dostawy pocisków Ataka. W kolejnych latach pociski dostarczono do Indii, Indonezji i Wenezueli. Zainteresowanie pociskiem wyraziła ponadto Korea Północna. W 2020 r. podpisano porozumienie rosyjsko-brazylijskie na modernizację brazylijskich śmigłowców Mi-35 oraz dostawę nowych typów uzbrojenia, m.in. pocisków 9M120 Ataka.

## Użycie bojowe
Pierwsze bojowe użycie pocisku 9M120 Ataka miało miejsce w kwietniu 2016 r. na terenie Syrii w pobliżu miasta Hims. Jednostki rosyjskie, biorące udział w wojnie domowej, użyły śmigłowców Ka-52 do ostrzelania piechoty nieprzyjaciela oraz do niszczenia umocnień polowych.

## Galeria

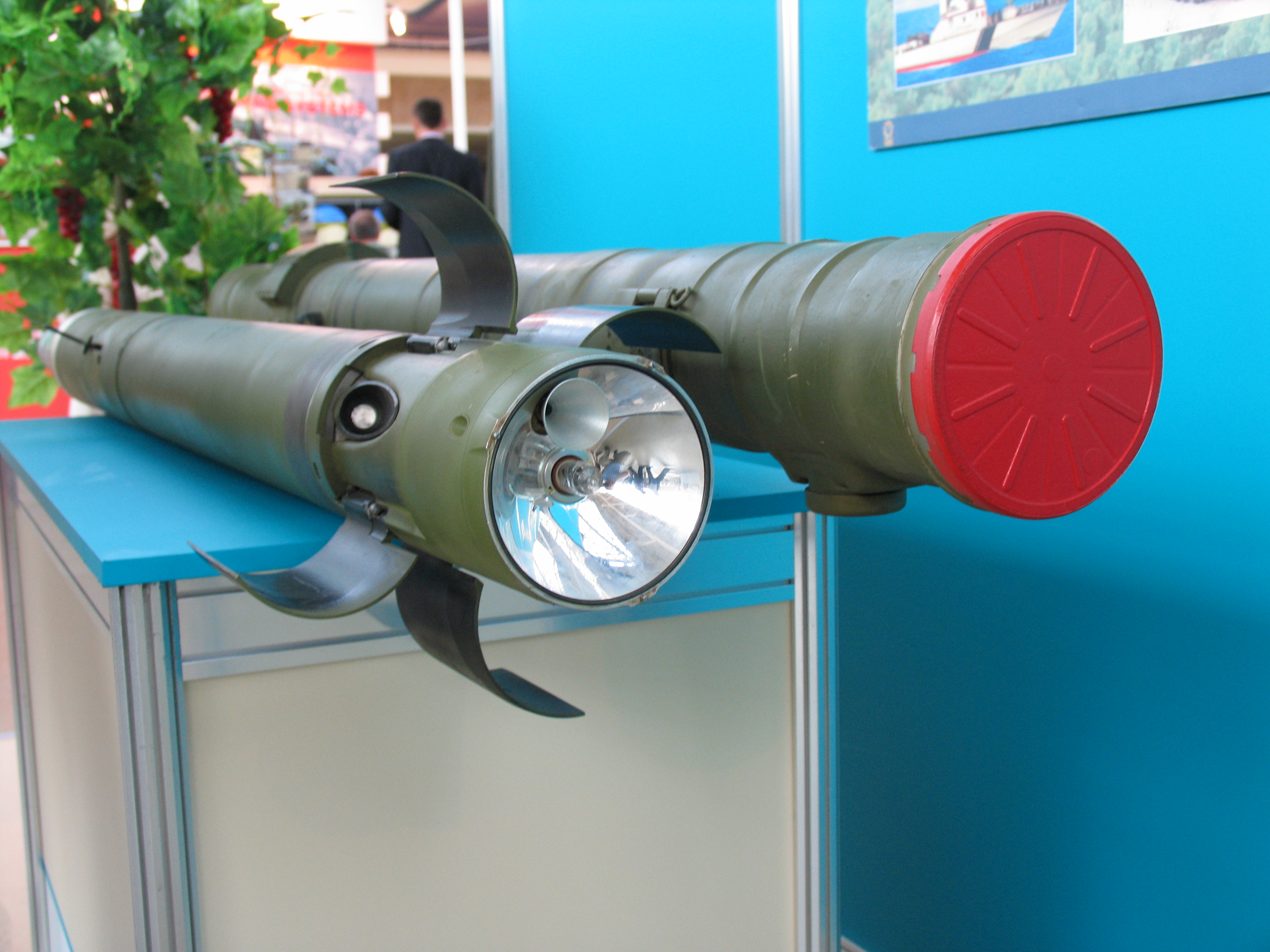
Pocisk 9M120 Ataka i kontener transportowy
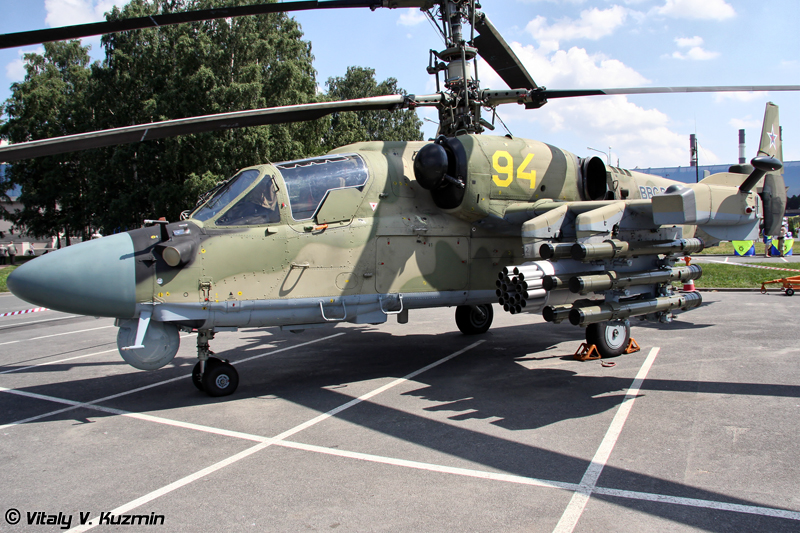
Pocisk Ataka jako uzbrojenie śmigłowca Ka-52
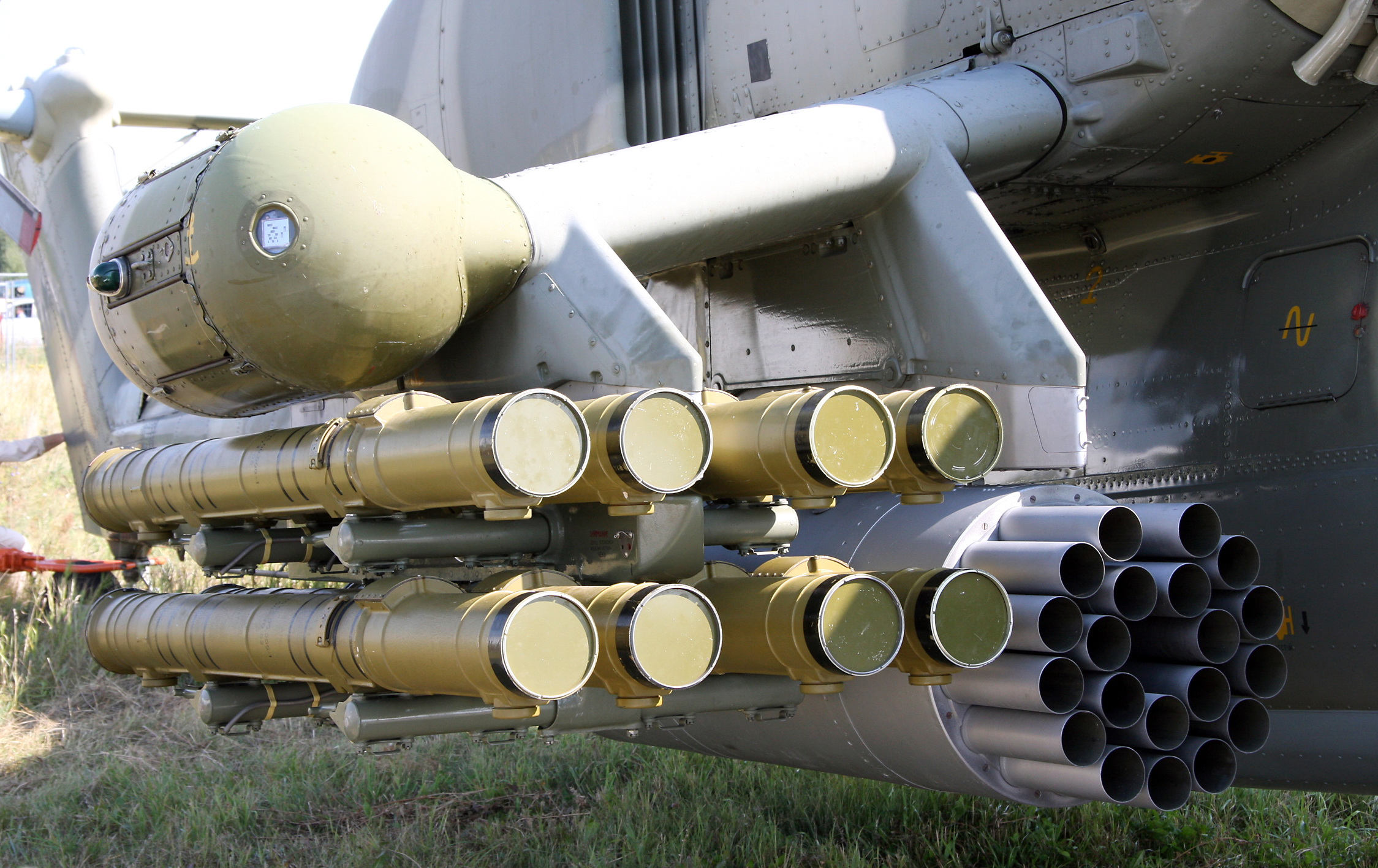
Pociski Ataka na uzbrojeniu śmigłowca Mi-28N
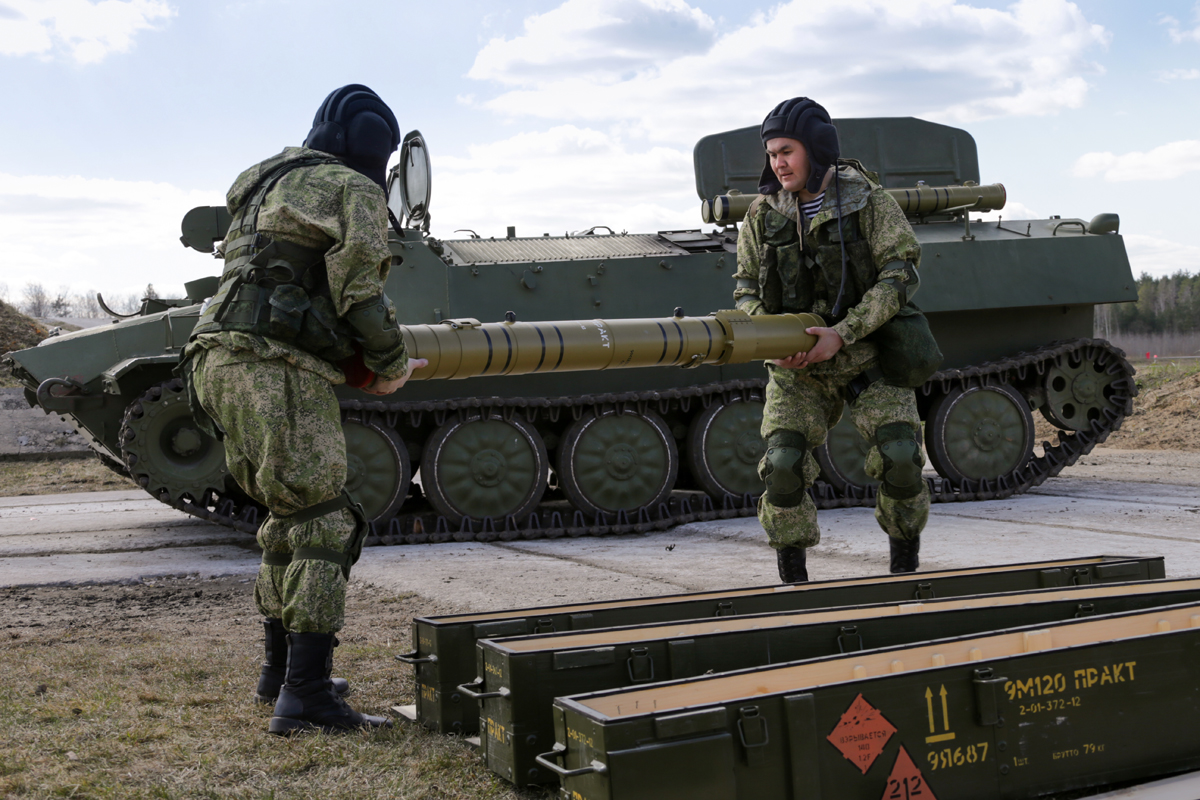
Załadunek pocisków Ataka do pojazdu 9P149 Szturm-C
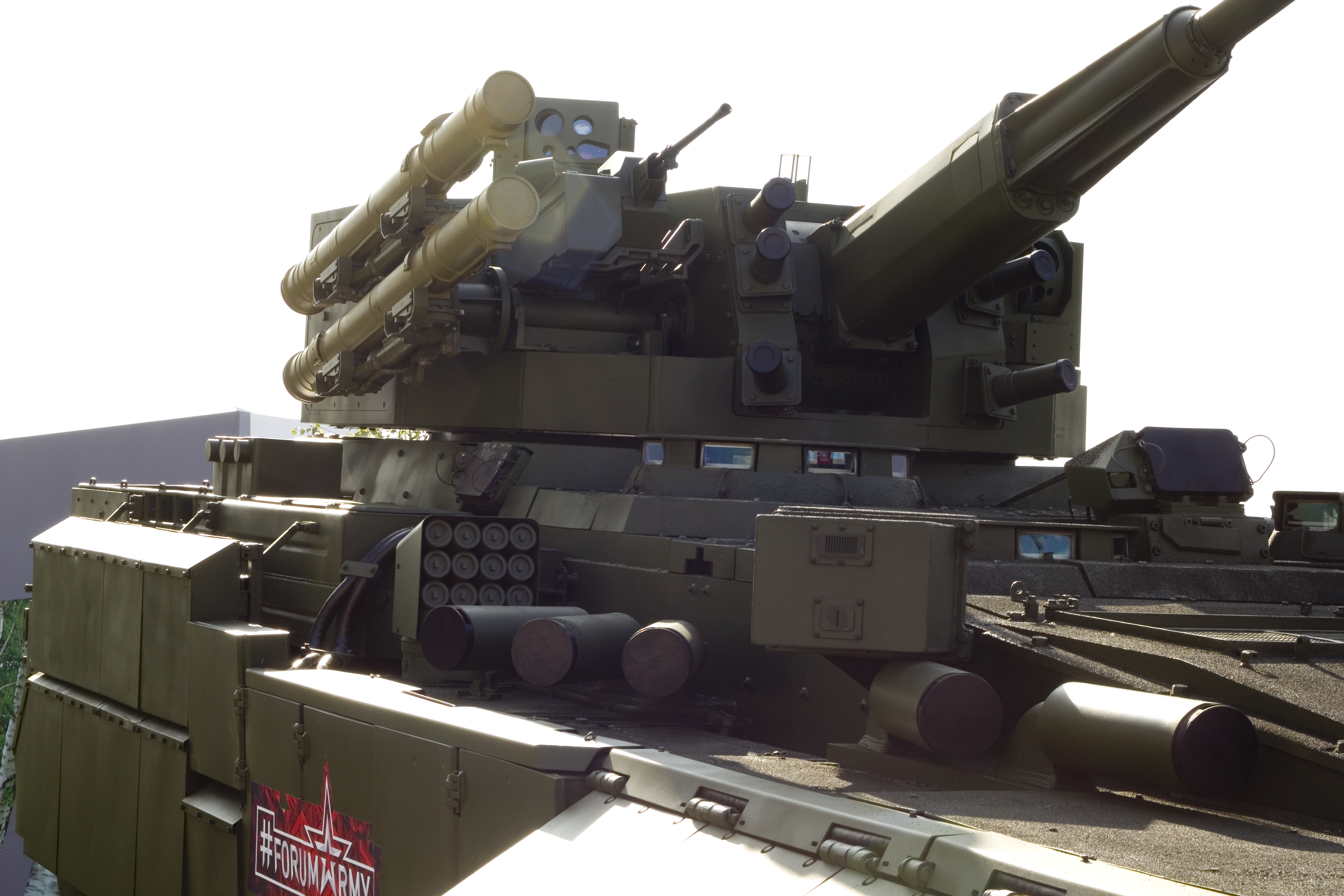
Pociski 9M120 jako uzbrojenie ciężkiego bojowego wozu piechoty Kindżał
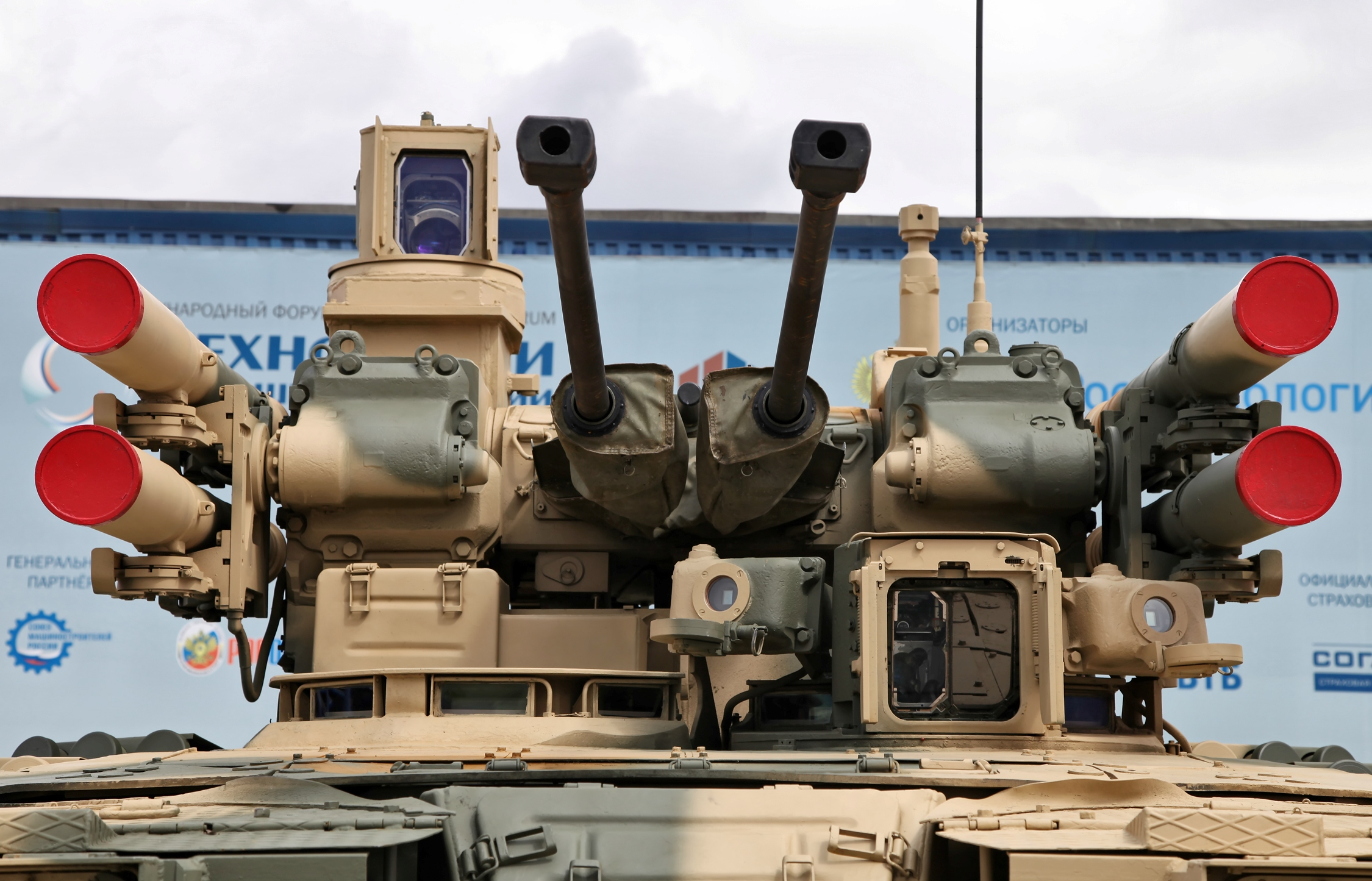
System uzbrojenia kierowanego Ataka-T na pojeździe BMPT „Terminator”
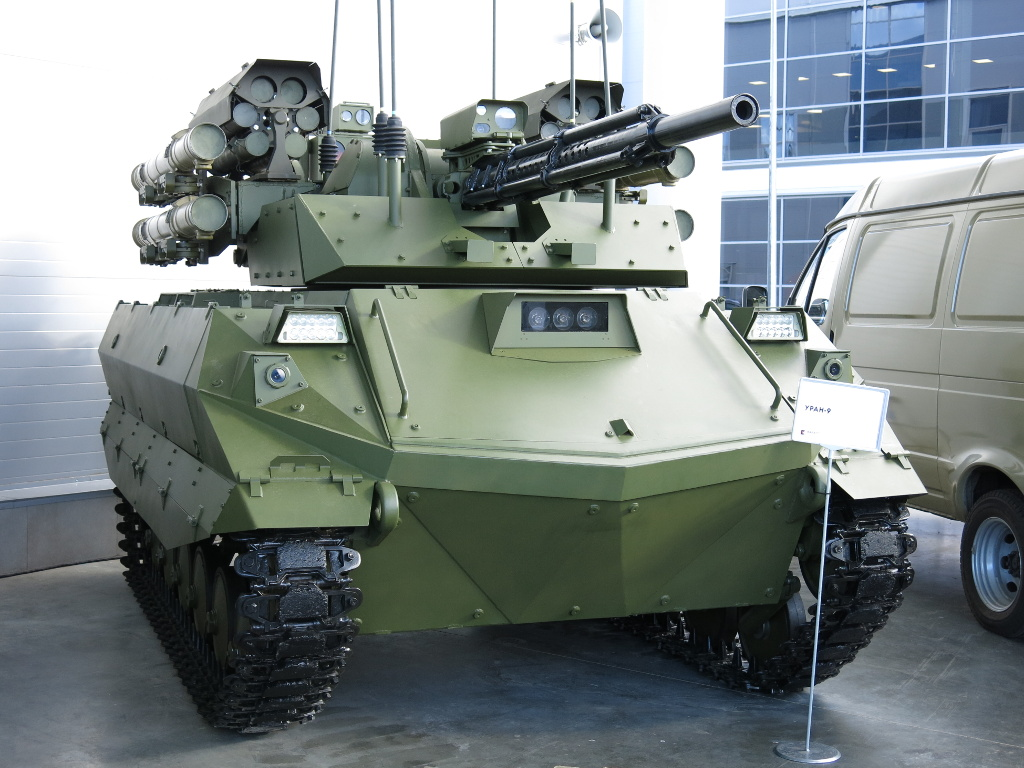
Pociski Ataka jako uzbrojenie bezzałogowego pojazdu Uran-9